# 天主教班斯卡-比斯特里察教區
天主教班斯卡-比斯特里察教區（拉丁語：Dioecesis Neosoliensis）是羅馬天主教在斯洛伐克的一個教區，屬布拉迪斯拉發總教區。成立於1776年3月13日。
教區範圍包括班斯卡-比斯特里察州西部，以及尼特拉州、日利納州和特倫欽州一部。2010年有教友366,170人，佔轄區總人口62.0%。教區下轄122個堂區，有231名司鐸。現任主教之職自2011年7月27日起出缺。